# Gluphisia opaca
Gluphisia opaca är en fjärilsart som beskrevs av Barnes och Benjamin. Gluphisia opaca ingår i släktet Gluphisia och familjen tandspinnare. Inga underarter finns listade i Catalogue of Life.